# Конет
Конет (фр. Caunette) је насеље и општина у јужној Француској у региону Лангдок-Русијон, у департману Еро која припада префектури Безје.
По подацима из 2011. године у општини је живело 326 становника, а густина насељености је износила 14,97 становника/km². Општина се простире на површини од 21,78 km². Налази се на средњој надморској висини од 128 метара (максималној 483 m, а минималној 112 m).

## Демографија
| 1962. | 1968. | 1975. | 1982. | 1990. | 1999. | 2011. |
| ----- | ----- | ----- | ----- | ----- | ----- | ----- |
| 340   | 360   | 311   | 265   | 293   | 306   | 326   |

График промене броја становника у току последњих година